# Телаванцин
Телаванцин (англ. Telavancin) — бактерицидний антибіотик з підгрупи ліпоглікопептидних антибіотиків, які є частиною групи глікопептидних антибіотиків, який активний проти метицилін-резистентного Staphylococcus aureus та інших грам-позитивних бактерій. Телаванцин є напівсинтетичною похідною ванкоміцину. FDA схвалило препарат у вересні 2009 року для лікування ускладнених інфекцій шкіри та шкірних структур, а в червні 2013 року — для лікування внутрішньолікарняної та спричиненої штучною вентиляцією легень бактеріальної пневмонії, спричиненої Staphylococcus aureus.

## Історія
19 жовтня 2007 року Управління з продовольства і медикаментів США опублікувало повідомлення про схвалення для телаванцину. Його розробник, «Theravance», надав повну відповідь на лист, і FDA призначило кінцеву дату прийняття збору за препарат, згідно закону про збір з виробників ліків, що відпускаються за рецептом, на 21 липня 2008 року. 19 листопада 2008 року консультативний комітет протиінфекційних препаратів FDA вирішив рекомендувати FDA схвалити телаванцин. 11 вересня 2009 року FDA схвалив препарат для лікування ускладнених інфекцій шкіри та структур шкіри.
Компанія «Theravance» також подала телаванцин до FDA для другого показання, госпітальної пневмонії, яку також називають внутрішньолікарняною пневмонією. 30 листопада 2012 року консультативна комісія FDA схвалила схвалення застосування телаванцину при внутрішньолікарняній пневмонії, при застосовуванні один раз на добу, коли немає іншої альтернативи. Однак телаванцин не отримав рекомендацію консультативного комітету як терапію першої лінії для цього показання. Комітет зазначив, що дані досліджень не довели вагомих доказів безпеки та ефективності телаванцину при внутрішньолікарняній пневмонії, включаючи пневмонію, пов'язану зі штучною вентиляцією легень, спричинену грампозитивними мікроорганізмами Staphylococcus aureus і Streptococcus pneumoniae. 21 червня 2013 року FDA схвалило телаванцин для лікування хворих із внутрішньолікарняною пневмонією, але вказало, що його слід використовувати лише тоді, коли альтернативні методи лікування не підходять. Співробітники FDA вказали, що телаванцин має «суттєво вищий ризик смерті» для пацієнтів із порушеннями в роботі нирок або діабетом порівняно з ванкоміцином.
11 березня 2013 року компанії «Clinigen Group plc» і «Theravance, Inc.» повідомили про те, що вони уклали ексклюзивну угоду про комерціалізацію в Європейському Союзі та деяких інших країнах Європи телаванцину під торговою маркою «Вібатів» для лікування госпітальної пневмонії, включаючи пневмонію, пов'язану з штучною вентиляцією легень, яка, при встановленій причині або підозрі, спричинена метицилінрезистентним золотистим стафілококом, коли немає іншої альтернативи.

## Механізм дії
Як і ванкоміцин, телаванцин пригнічує синтез клітинної стінки бактерій шляхом зв'язування з D-Ala-D-Ala-кінцем пептидоглікану в клітинній стінці, що формується. Крім того, препарат руйнує мембрани бактерій шляхом деполяризації.

## Побічні ефекти
Поширеними, але нешкідливими побічними ефектами препарату є нудота, блювання, запор і головний біль. У двох клінічних дослідженнях телаванцин спричинив вищий рівень ниркової недостатності, ніж ванкоміцин. У дослідженнях на тваринах виявлено тератогенну дію препарату.

## Взаємодія
Телаванцин пригнічує печінкові ферменти CYP3A4 і CYP3A5. Немає даних щодо клінічної значущості цього явища.